# Route nationale 704a
La route nationale 704a ou RN 704a était une route nationale française reliant Sarlat-la-Canéda à Calviac-en-Périgord. À la suite de la réforme de 1972, elle a été déclassée en route départementale 704a (RD 704a).

## Ancien tracé de Sarlat-la-Canéda à Calviac-en-Périgord (D 704a)
- Sarlat-la-Canéda
- Calviac-en-Périgord